# 哈維蘭彗星型
德·哈維蘭“彗星”（De Havilland Comet，D.H 106）是由英國哈維蘭公司研發的噴射式客機。亦是全球首款以噴射引擎為動力的民用飛機，外表以0.5毫米的鋁製蒙皮包覆，且可飛行至10000米高空（大概為33000英尺）。該型飛機問世使当时英國成為世界航空界的翹楚。本機也因戰後興起的旅遊風氣而大放異彩。

## 歷史
第二次世界大戰結束后，英國人試圖將當時的新技術噴氣式引擎用於民用飛機，德·哈維蘭公司也獲取了德國對後掠翼空氣動力學研究资料。1946年，德·哈維蘭公司開始研制噴氣客機，並命名为“彗星”。這是第一種以噴氣發動機作為動力的民用客機，在當時被認為是革命性的突破。
1949年7月27日，“彗星”式原型機首飛。“彗星”式採用了当时的最新技術，被認為是當時最先進的客機。

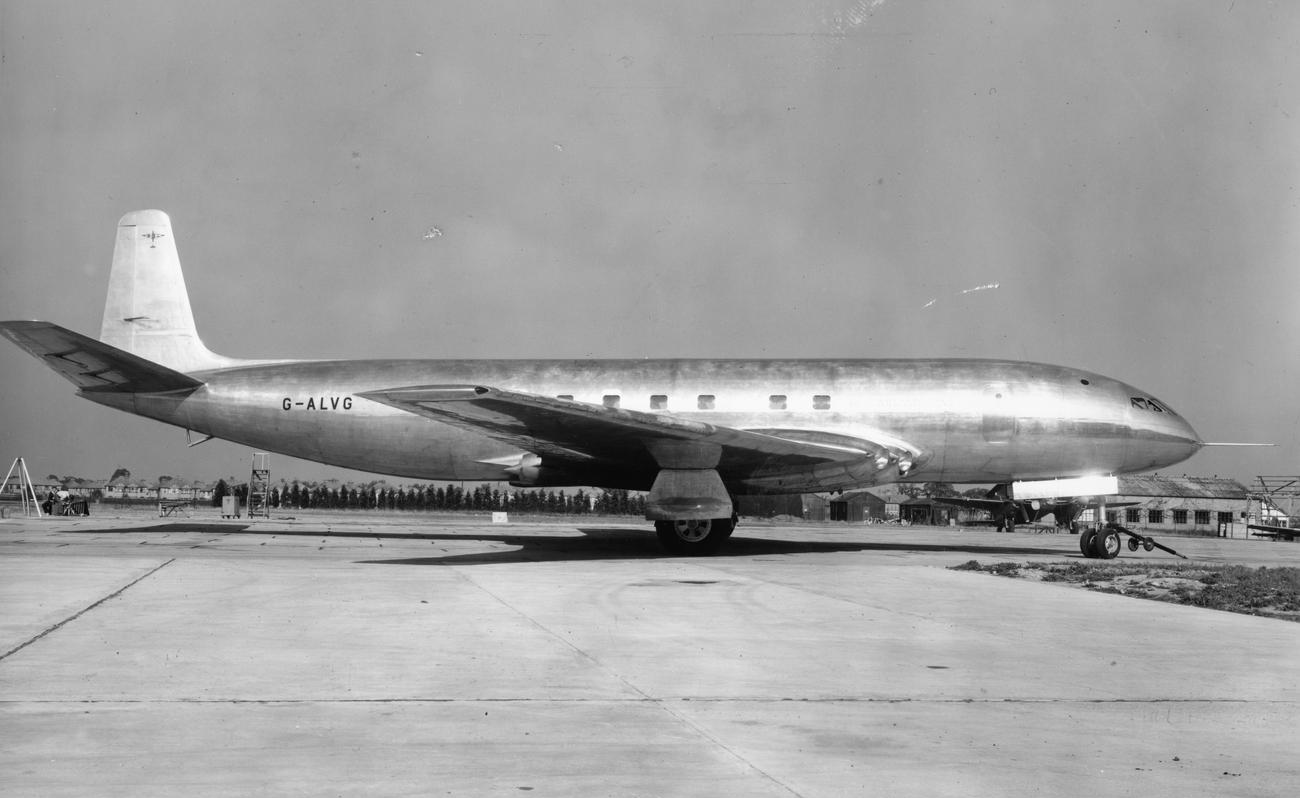
1949年10月，彗星1型原型機停泊在哈特菲爾德機場（當時還配備傳統螺旋槳客機常用的方形窗戶，並且使用自家引擎德哈維蘭幽靈）

該型機於1952年在英國海外航空公司（BOAC）投入运营服务。1952年5月2日，當“彗星-1”型投入從英國倫敦飛往南非約翰內斯堡的航班服務時，轟動了世界。這種高速客機令飛行成為奢華享受。此後，「彗星」式又進行改進，推出了使用勞斯萊斯Avon引擎的彗星二型和三型，並且擁有了更高的載客量和更遠的航程。因此在這時當中就有許多航司（包括當時著名的泛美航空）都採取了下訂單的計畫。
然而，該機型卻在1954年接連發生空中解體事故。1954年1月10日，英國海外航空781號班機在地中海上空發生爆炸解體，機上29名乘客（包括10名小孩）及6名機員共35人無一生還。同年4月8日，在南非航空201號班機上，“彗星”式再度發生空中解體事故，機上無人生還。
1955年2月公佈的調查報告中，詳細指出彗星式客機意外原因，提出了若干改善飛機設計的建議，防止日後重蹈覆轍。其後彗星型客機生產商德·哈維蘭跟進，將許多彗星式客機的方形窗戶改成圓形窗戶，並且在1958年再推出哈維蘭彗星四型。雖然從此沒再發生同類型的意外，可是，在之前的連串嚴重空難的陰霾下，彗星式改良型飛機得不到客戶垂青，令德·哈维蘭陷入財政困難。其後，彗星飛機只能獲得小部份客戶，如馬來亞航空（新加坡航空前身）、丹航空、英國歐洲航空的訂單。

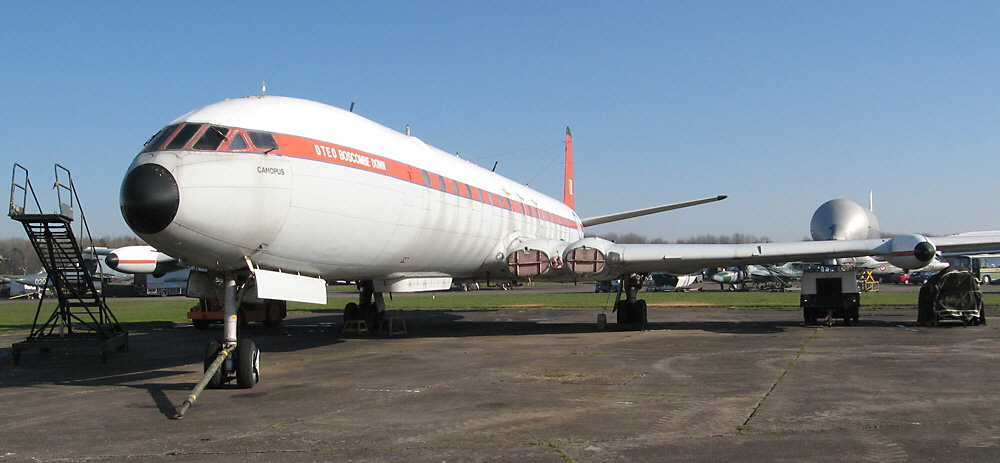
一架在英國萊斯特郡布倫廷索普機場展出的彗星四型（序號XS235，並命名為Canopus），該機型在1997年進行了所有記錄的最後一次飛行，並且被科技部採購，用於無線電、雷達和航空電子設備試驗。

針對哈維蘭彗星型的設計問題，1958年正式投入服務的波音707客機，比彗星式更先進。它所采用的後掠翼与流線型的機身，比彗星式更能承受高速飞行下的空阻。而波音707更大的載客量、更遠的航程和更低營運成本，都令哈維蘭彗星型望塵莫及。最終令哈維蘭彗星型於1964年停產，服役中的彗星型客機，更於60年代中期陸續退下航線，直到1981年間，仍有極少量彗星型客機仍在服役，而當中最後一架也於1997年正式退役。

## 結構
- 機組人員：4（包括3名駕駛員和1名空乘人員）
- 乘客：56-109
- 長度：34m
- 翼展：25m
- 高度：9m
- 淨重：34200公斤
- 荷重：39270公斤

## 機型

### 民用機
| 彗星-1型 | 使用於1949-1954年，由於空難事故，導致停航    |
| 彗星-2型 | 啟用於1953年八月，有更大的機翼，和更多儲油量 |
| 彗星-3型 | 類似於彗星二                                 |
| 彗星-4型 | 彗星-3型的升級版本，也是最大的彗星型客機     |

### 彗星-5型（未有開發）
彗星-5型為彗星-4型的升級版本，擁有更大的機身以及2+3座位排列方式，並能以更快的速度飛行（使用勞斯萊斯康威的引擎）。由於沒有英國運輸部的支援，因此彗星-5型並沒有被製造。

### 軍用型號
霍克薛利猎迷反潜巡逻机：1967年服役，2011年退役。共生產49架。

## 飛行事件
- 英國海外航空783號班機空難 -  1953年5月2日， 一架英國海外航空哈維蘭彗星型客機（註冊編號：G-ALYV）從印度加爾各答起飛後，因惡劣天氣在空中解體並墜毀。機上所有人員（共43人）全部罹難。
- 英國海外航空781號班機空難 - 1954年1月10日，一架英國海外航空彗星-1型（comet1）客機由羅馬飛往倫敦時墜毀於地中海，導致該經營公司停飛該機型兩個月。
- 南非航空201號班機空難 - 1954年4月8日，由英國首相邱吉爾和該公司總裁保證不會出事後數週，南非航空彗星型由羅馬飛往開羅的班機又墜毀於地中海。
- 阿根廷航空322號班機空難（英语：Aerolíneas Argentinas Flight 322） - 1961年11月23日，一架哈維蘭彗星型-4型 (comet4) 執行此班機時，因機組人員失誤導致飛機起飛後不久撞到數棵桉樹後墜毀，機上40名乘客及12名機組人員不幸全部罹難。[5]
- 阿拉伯聯合航空869號班機空難 (1962年)（英语：United Arab Airlines Flight 869 (1962)） - 1962年7月19日，一架只有3個月機齡的哈維蘭彗星型-4型 (comet4) 執行此班機時，因機組人員失誤導致飛機撞山。全機共26人無一生還。[6]
- 阿拉伯聯合航空869號班機空難 (1963年) -  1963年7月28日，一架註冊編號為SU-ALD的哈維蘭彗星型執行此班機，在孟買機場降落時墜海，導致機上63人全部遇難。
- 塞浦路斯航空284號班機空難 - 1967年10月12日，一架彗星型客機（DH-106型）於地中海上空爆炸，機上66名乘客全部遇難
- 1970年丹航空彗星型客機空難 - 1970年7月3日，一架哈維蘭彗星型客機墜毀於加泰羅尼亞，造成112名乘客死亡。

### 官方研究
經由英國官方調查組研究發現，飛機方形舷窗的四个角在反復加壓下出现應力集中現象，使該處蒙皮提前發生金属疲劳而開裂，裂缝不断蔓延至鉚釘處導致飛機解體。後續改进的“彗星”式及其它噴氣式民航機都將方形窗戶設計成圓形窗戶或將採用圓角來避免同類型事故再次發生。但也因由於之前該類型的嚴重事故，彗星改進行最終沒有重新得到其他客戶的重視與認可，彗星型客機的訂單量也逐漸減少，令德·哈維蘭公司陷入財務困難，無法再得到英國運輸部支援開發新機型與其競爭對手抗衡，導致彗星於1964年停產（原先計畫開發的彗星5型也因這個原因而被取消），因而公司也從此一蹶不振，最終被霍克薛利公司合併，後來也隨該公司與英国宇航公司一起被合併。

## 展出的飛機
註：僅部分現今完整保存的機型，更多展出的機型請參見
 维基共享资源上的相關多媒體資源：哈維蘭彗星型
- 一架唯一完整的彗星1型保存在施洛普郡米德蘭皇家空軍博物館，塗裝為英國海外航空，註冊號碼為G-APAS。[7]
- 一架塗裝為丹航空（英语：Dan-Air）、註冊號碼為G-APDB的彗星4型保存在英國劍橋郡杜克斯福德帝國戰爭博物館。後來這架彗星4型換成了英國海外航空並被移動到博物館內。
- 一架塗裝為丹航空（英语：Dan-Air）、註冊號碼為G-BDIX的彗星4型保存在英國蘇格蘭東福瓊國家飛行博物館。[8]

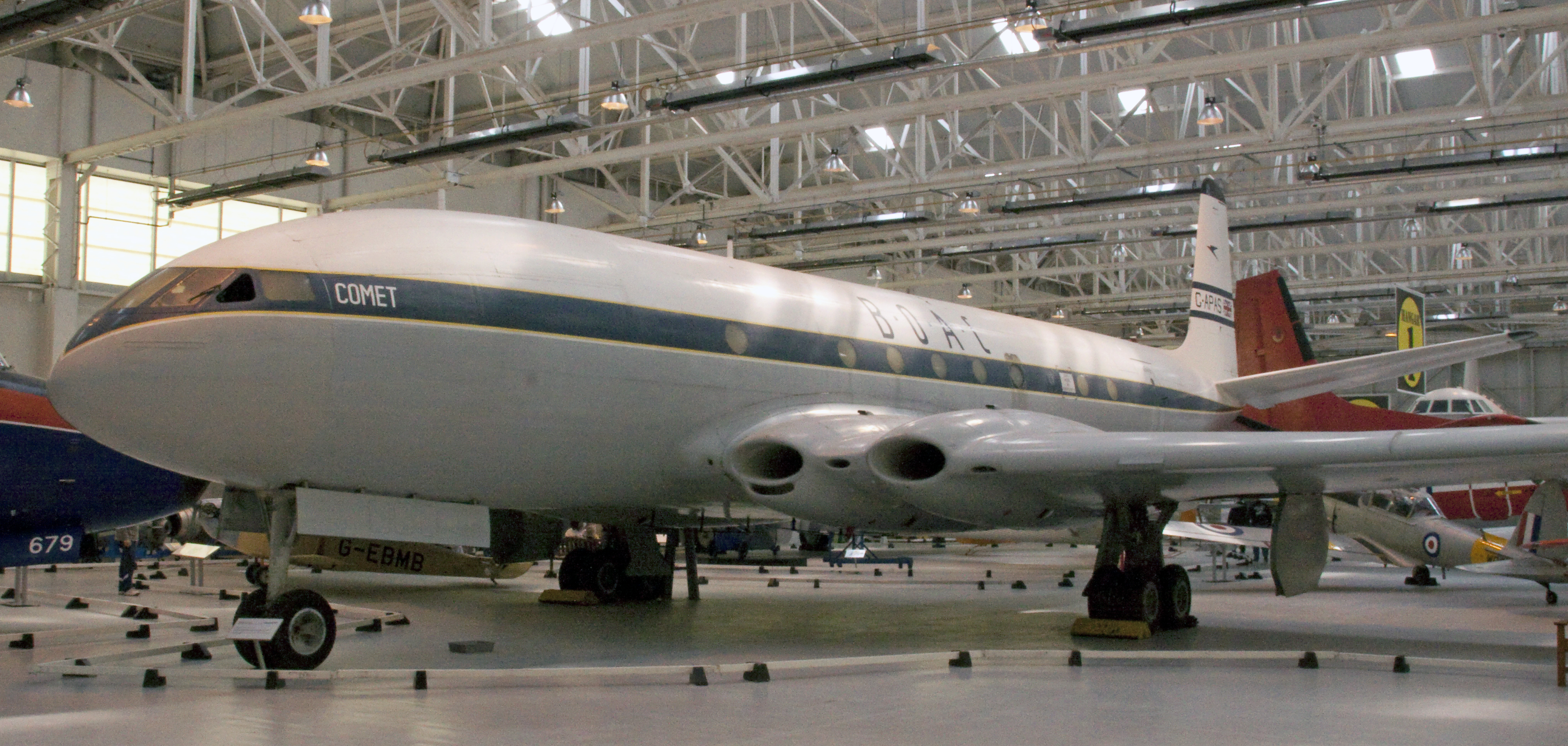
保存在英國施洛普郡米德蘭皇家空軍博物館的彗星1型（同時也是唯一一架完整的彗星1型客機，塗裝為英國海外航空，註冊號碼為G-APAS）
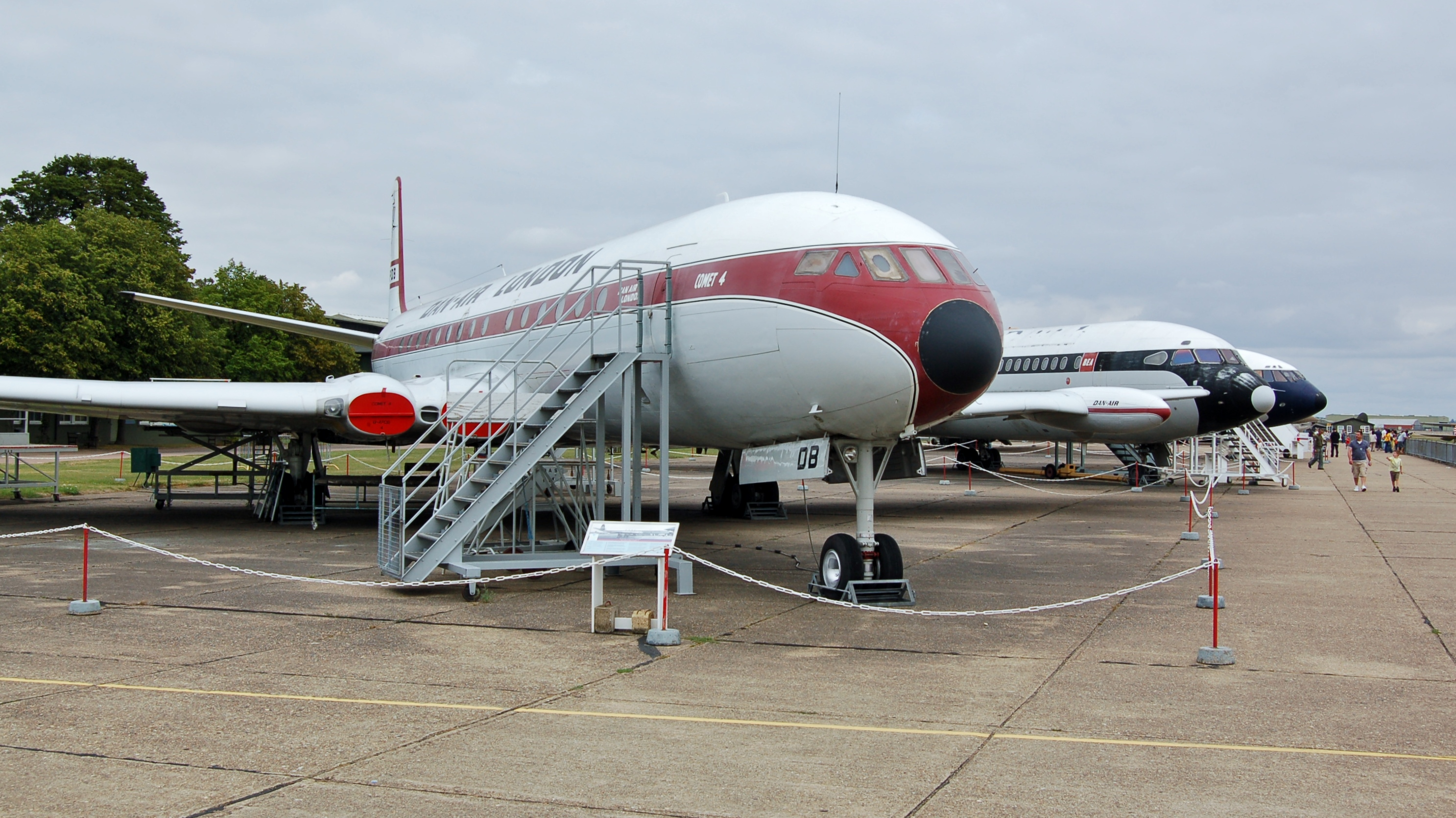
保存在英國劍橋郡杜克斯福德帝國戰爭博物館的彗星4型（塗裝為丹航空（英语：Dan-Air）、註冊號碼為G-APDB）
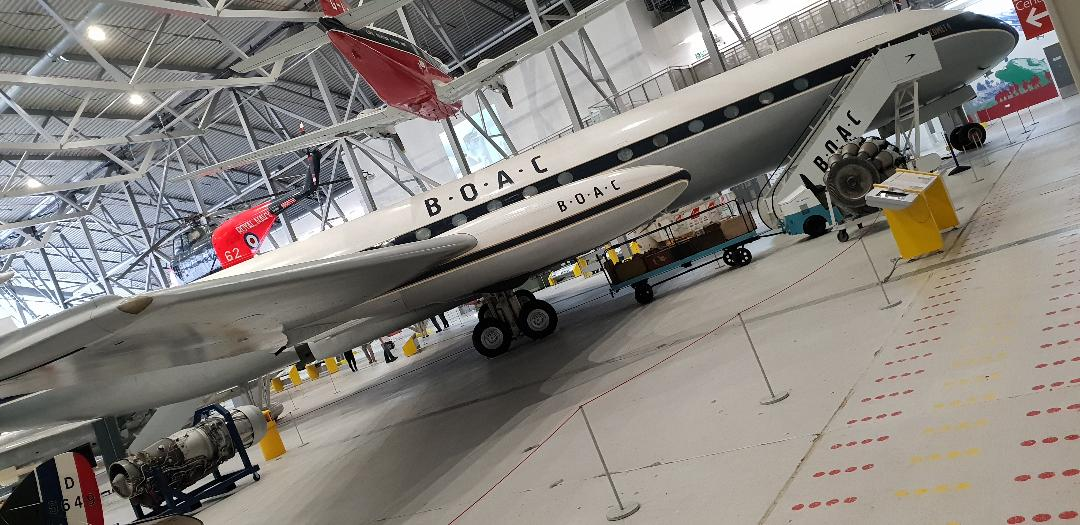
換成了英國海外航空並被移動到博物館內的彗星4型
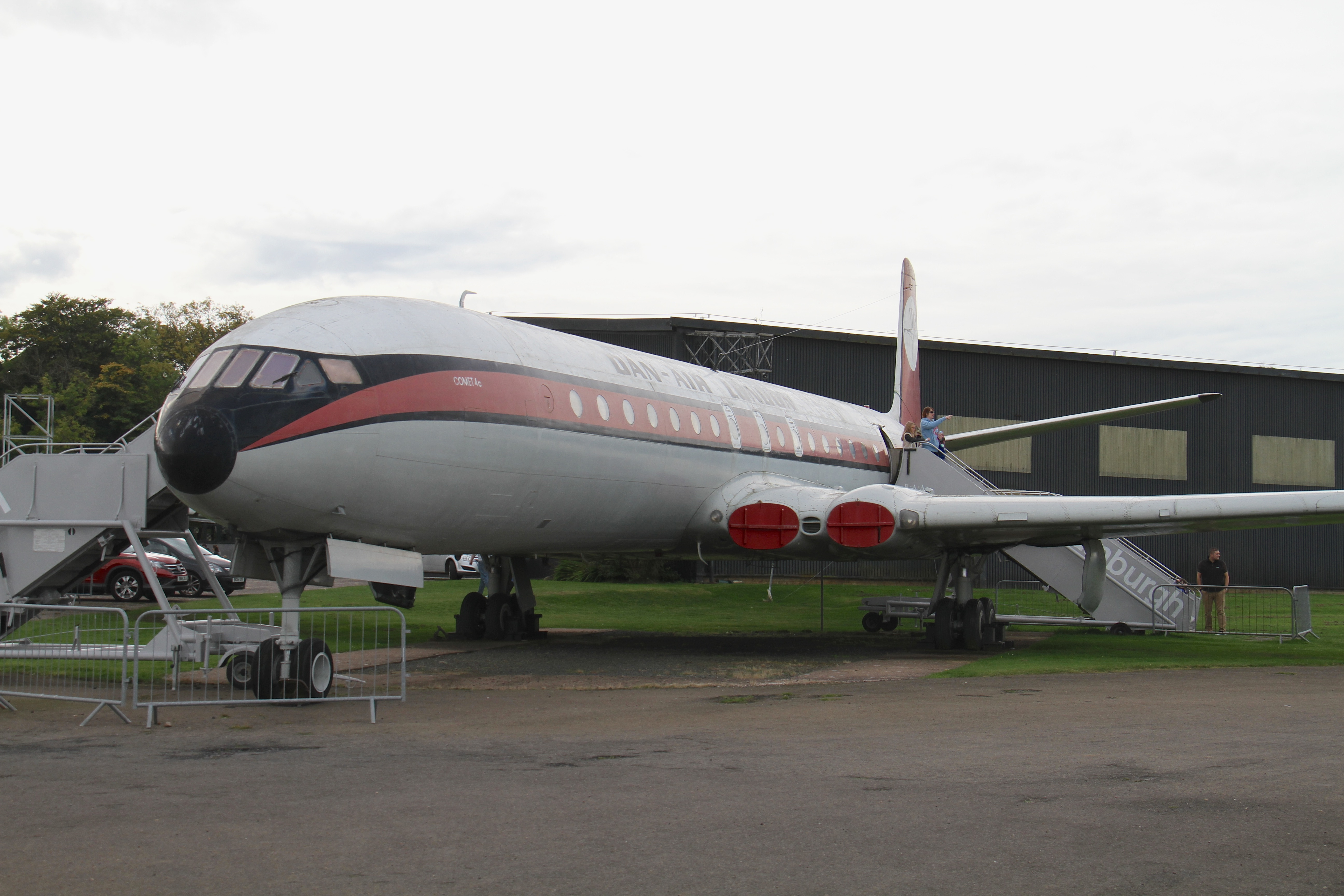
保存在英國蘇格蘭東福瓊國家飛行博物館的彗星4型（塗裝為丹航空（英语：Dan-Air）、註冊號碼為G-BDIX）

## 在流行文化中
在1952年電影《一飛沖天》中出現了一架彗星型客機。

## 外部連結
- "The Comet Emerges" a 1949 Flight article on the unveiling of the Comet prototype（页面存档备份，存于）
- "Comet in the Sky" a 1949 Flight article on the Comet's maiden flight（页面存档备份，存于）
- The de Havilland Comet in RCAF Service
- "The Tale of the Comet" a 1952 Flight article on the design and development of the Comet（页面存档备份，存于）
- "The Comet Accidents: History of Events," a 1954 Flight article of Sir Lionel Heald's summary of the enquiry（页面存档备份，存于）
- "Report of the Comet Inquiry", a 1955 Flight article on the publishing of the enquiry into the Comet design（页面存档备份，存于）
- De Havilland Comet hull-losses （页面存档备份，存于） Aviation Safety Network.Retrieved: 28 May 2012.